# Institut universitaire de France

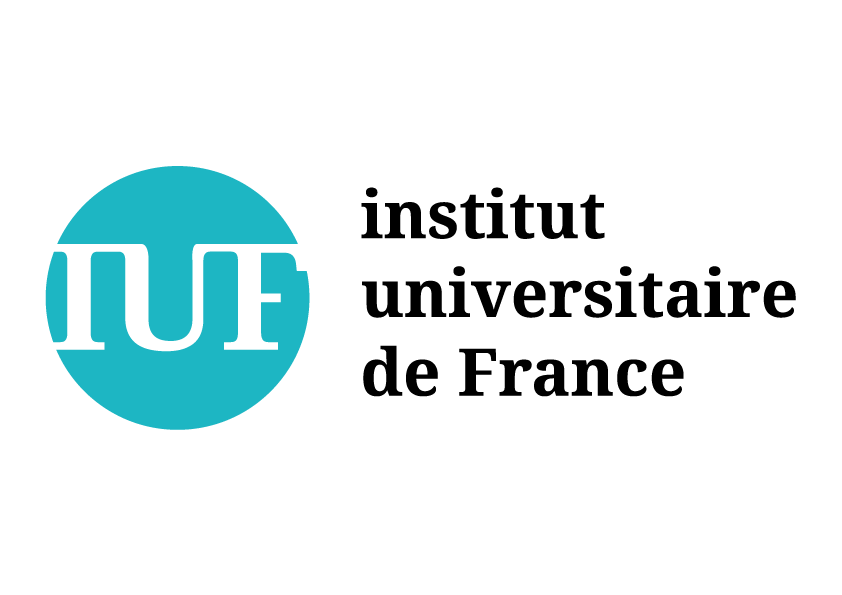

Das Institut universitaire de France (IUF) ist eine Einrichtung zur Förderung der Spitzenforschung und zur Stärkung der interdisziplinären Zusammenarbeit in Paris. Sie wurde im August 1991 durch ministeriellen Erlass in Gestalt einer Abteilung des für die höhere Bildung zuständigen Ministeriums gegründet. In das Institut werden in der Forschung tätige akademische Lehrpersonen berufen, die sich durch international anerkannte Forschungstätigkeit auszeichnen. Zielsetzung ist einerseits, die universitären Einrichtungen und Lehrenden zu exzellenten Forschungsleistungen zu ermutigen, und andererseits, hochqualitative Forschung und Lehre in Frankreich gleichmäßiger zu fördern, da durch das vorherige traditionelle System der Berufung in eine der großen Pariser Institutionen eine starke Zentralisierung entstanden war.